# Cantón de Gonesse
El cantón de Gonesse era una división administrativa francesa, que estaba situada en el departamento de Valle del Oise y la región de Isla de Francia.

## Composición
El cantón estaba formado por nueve comunas:
- Bouqueval
- Chennevières-lès-Louvres
- Epiais-lès-Louvres
- Gonesse
- Le Thillay
- Roissy-en-France
- Vaudherland
- Vémars
- Villeron

## Supresión del cantón de Gonesse
En aplicación del Decreto nº 2014-168 de 17 de febrero de 2014, el cantón de Gonesse fue suprimido el 22 de marzo de 2015 y sus 9 comunas pasaron a formar parte; cinco del nuevo cantón de Villiers-le-Bel y cuatro del nuevo cantón de Goussainville.